# Kaj Allan Olsen
Kaj Allan Olsen (ur. 19 lutego 1927 w Gentofte) – duński kolarz szosowy, zwycięzca Wyścigu Pokoju. W latach 1955–1958 jeździł w barwach różnych zawodowych grup kolarskich. W 1958 r. wystartował w Tour de France.

## Życiorys
Większą część swojej kariery Kaj Allan Olsen spędził w Skandynawii, gdzie brał udział w różnych wyścigach amatorów. W latach 1955–58 był kolarzem zawodowym. Jego największym sukcesem jest tryumf w klasyfikacji generalnej 4. edycji Wyścigu Pokoju. Był jednym z czterech pierwszych duńskich kolarzy, którzy wzięli udział w Tour de France, jednak wycofał się z wyścigu po 16. etapie.

## Sukcesy
- 1949
  - 3. miejsce w klasyfikacji generalnej Tour de Pologne
    - 1. miejsce na 10. i 11. etapie Tour de Pologne
- 1951
  - 1. miejsce w klasyfikacji generalnej Wyścigu Pokoju
    - 1. miejsce na 6. etapie Wyścigu Pokoju

  - 2. miejsce w klasyfikacji generalnej szwedzkiego wyścigu Sex-Deagrs
  - 1. miejsce w Mistrzostwach Skandynawii (Nordisk Mesterskab) w drużynowym wyścigu szosowym
- 1953
  - 2. miejsce w kryterium w Saint-Raphaël (Francja)
- 1955
  - 2. miejsce w klasyfikacji generalnej szwedzkiego wyścigu Sex-Deagrs
- 1956
  - 3. miejsce w wyścigu Grote Scheldeprijs